# Pales eucastri
Pales eucastri là một loài ruồi trong họ Tachinidae.